# Àngel Vicent Calpe Climent
Àngel Vicent Calpe Climent (València, 4 de març de 1966) és un lingüista i escriptor valencià, acadèmic de l'Acadèmia Valenciana de la Llengua.
Estudià Medicina en la Universitat de València (Estudi General), on es va doctorar en el Departament d'Història de la Ciència i Documentació amb una tesi sobre la medicina en els sainets d'Eduard Escalante. Feu la seua formació com a especialista en Medicina Familiar i Comunitària en la Unitat Docent de Mallorca i té diverses publicacions en el camp de les ciències de la salut.
Autor centrat en l'assaig i la investigació, amb esporàdiques incursions narratives, va ser nomenat agregat col·laborador de la Secció de Llengua i Literatura Valencianes de la Real Acadèmia de Cultura Valenciana el 2001. Esta institució li encomanà l'organització i coordinació del I Seminari Internacional de Llengües Minoritàries (SILM), que tingué lloc en el Palau de Congressos de la Ciutat de València en juliol de 2002, amb una rellevant participació d'experts valencians i de la resta d'Europa. És membre del Consell de Redacció i columnista habitual de la revista cultural Lletraferit, i va ser vocal de la Junta de Govern de l'Associació d'Escritors en Llengua Valenciana i professor de Llengua Valenciana per Lo Rat Penat des de 1990.
Provinent dels sectors secessionistes lingüístics, és acadèmic de l'AVL des de 2003, i en 2007 va escriure un article a Las Provincias cridant la societat a assumir el consens normatiu de l'AVL. Va ser expulsat de la RACV en 2005 arran la publicació d'un dictamen on, entre altres coses, l'AVL reconeixia la unitat de la llengua valenciana-catalana.

## Publicacions[5]

### Llibres
- 1995: La guerra insidiosa. Lo Rat Penat. ISBN 978-84-89069-05-3
- 1999: El valencià, una llengua del segle XXI (coautor amb Josep Giner Ferrando i Albert Cuadrado de la Flor). Editorial L'Oronella. ISBN 978-84-89737-52-5
- 2001: La medicina en els sainents d'Eduard Escalante i Mateu. Publicacions de la Universitat de València. ISBN 978-84-370-4838-3
- 2001: L'idioma valencià en el sigle XXI : IX Jornades dels Escritors dedicades a l'idioma valencià en el sigle XXI, 11 al 13-12-2000, Valencia (coautor amb Felip Bens i Carrión i Albert Cuadrado de la Flor). Editorial L'Oronella. ISBN 978-84-89737-28-0
- 2002: La declaració universal dels drets llingüístics i el cas valencià (coautor amb Voro López i Verdejo i Jorge Navarro Pérez). Real Acadèmia de Cultura Valenciana. ISBN 978-84-96068-00-1
- 2003: Nicolau Primitiu i Valéncia: treballar, persistir, esperar (coautor amb Felip Bens i Carrión i Antoni Atienza i Peñarrocha). Editorial L'Oronella. ISBN 978-84-89737-22-8
- 2005: Aproximació al lèxic mèdic valencià popular del segle XIX. Real Acadèmia de Cultura Valenciana. ISBN 978-84-96068-69-8

### Articles
- 2002: «El lèxic gastronòmic de l'alimentació en els sainets d'Eduard Escalante i Mateu. Terminologia de l'alimentació i classificació semàntica del lèxic». Revista de Filologia Valenciana, 9:47-105. ISSN 1135-1896
- 2003: «Tradició lliterària, identitat i model de llengua pròpia en Valéncia». Paraula d'Òc, juny 2003, (6): 31-72. ISSN 1577-2047.
- 2005: «La producció editorial en les Normes de la RACV (1979-2004)», dins 25 anys de les Normes valencianes de la RACV, dites d'El Puig. A. Atienza, F. Bens, V.R. Calatayud et al. Associació d'Escritors en Llengua Valenciana – l'Oronella [Cresol Lliterari, 9 / Els fanals de la terra, 9], pàg. 9-139. ISBN 84-89737-75-4.
- 2018: «La contrareforma lingüística de TrenTo». La Vanguardia (29/10/2018)
- 2018: «El valencià de l'AVL no és un patués». El Mundo (18/11/2018)